# Куинн, Патрик
Па́трик Куинн (англ. Patrick Quinn; 26 апреля 1936, Глазго — 13 июля 2020) — шотландский футболист и футбольный тренер, играл на позиции флангового нападающего.

## Биография

### Игровая карьера
Куинн начинал карьеру в клубе «Альбион Роверс», за который сыграл в 2 матчах. В декабре 1955 года перешёл в «Мотеруэлл», за который дебютировал в чемпионате Шотландии в матче против «Килмарнока», который «Мотеруэлл» проиграл со счётом 2:1. Куинн был одним из ключевых атакующих игроков «сталеваров» и в сезоне 1958/59 «Мотеруэлл» занял третье место. В сезоне 1960/61 получил награду «Игрок года» от «Мотеруэлла».
В ноябре 1962 года переехал в Англию и перешёл в «Блэкпул»; сумма трансфера составила 34 000 фунтов стерлингов. В составе «Блэкпула» Куинн играл в течение одного сезона, сыграв 34 матча и забил 9 голов. По окончании сезона перешёл в «Хиберниан», за который играл в течение шести сезонов. 
Последним клубом в карьере для Куинна стал «Ист Файф», в котором он отыграл два сезона и завершил игровую карьеру.

### Тренерская карьера
Работал главным тренером клуба «Ист Файф», с которым в сезоне 1972/73 добился успехов с командой, заняв 9-е место в чемпионате страны и дошел до 1/4 финала Кубка шотландской лиги. Затем он работал в Исландии, где тренировал «Хабнарфьордюр».

### Смерть
Скончался 13 июля 2020 года в возрасте 84 лет.